# Stockport
Stockport ([ˈstɔkˌpôrt]ⓘ) es una población del Gran Mánchester en Inglaterra. Está situada a 11.3 km al sureste de la ciudad de Mánchester, es la localidad más grande del Distrito Metropolitano de Stockport. Según el censo del 2001, tiene 136,083 habitantes. La zona metropolitana alcanzó en ese año un total de 284,528 habitantes, lo que lo convierte en el 23.er distrito municipal más poblado de Inglaterra. Posee una área de 126.06 km² y una densidad de 2246 hab/km². Ha habido varios intentos por parte del ayuntamiento para que le sea otorgada la categoría de ciudad.

## Historia

### Toponimia
En 1170 era llamado "Stokeport". Según la etimología aceptada, la palabra es el resultado de la unión de dos vocablos anglosajones: stoc (un lugar para comerciar), y port (una aldea); por lo tanto, la palabra se interpreta como "Un Mercado en la Aldea".
Sin embargo, hay derivaciones más antiguas que interpretan la palabra como: "Castillo en el bosque", stock (castillo o lugar de prisión) y port (bosque). Además, se han formado otras derivaciones basándose en las variantes antiguas del nombre, dentro de estas derivaciones se encuentran: Stopford y Stockford.

### Historia antigua

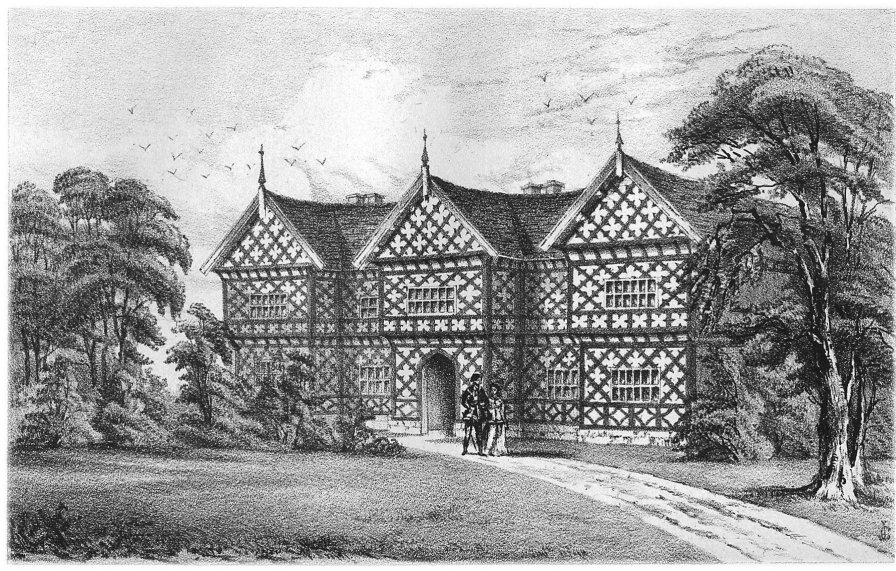
Reddish Hall por James Croston of Manchester (1857).

Hay evidencia suficiente de la existencia de una fortaleza en las inmediaciones en los tiempos antiguos de los ingleses, y que, en el año 79 d. C. Cneo Julio Agrícola reconoció sus ventajas estratégicas y fortificó Stockport para proteger el paso del río Mersey.
En el siglo XVII Stockport se convirtió en un centro económico para la industria de la seda. Gracias a su cercanía con Mánchester, el pueblo se expandió rápidamente durante la Revolución industrial, ayudado particularmente por el crecimiento de las industrias manufactureras de algodón. Sin embargo, el crecimiento económico cobró su cuota, en 1844 el filósofo Friedrich Engels escribió que Stockport era "famoso por ser una de las áreas industriales más polvientas y contaminadas de todas las áreas industriales".

### Historia reciente
En 1967 ocurrió un desastre aéreo, cuando un avión de la aerolínea Bmi se estrelló en el área de Hopes Carr del pueblo, resultando en la muerte de 72 pasajeros.
En años recientes, el Ayuntamiento Municipal Metropolitano de Stockport ha emprendido un proyecto ambicioso, conocido como "el futuro Stockport". El plan es traer más de 3,000 residentes al centro del poblado, y revitalizar sus propiedades residenciales y sus comercios, en forma similar a la ciudad de Mánchester. Muchas áreas ex-industriales alrededor del poblado serán puestas en operación.

## Gobierno

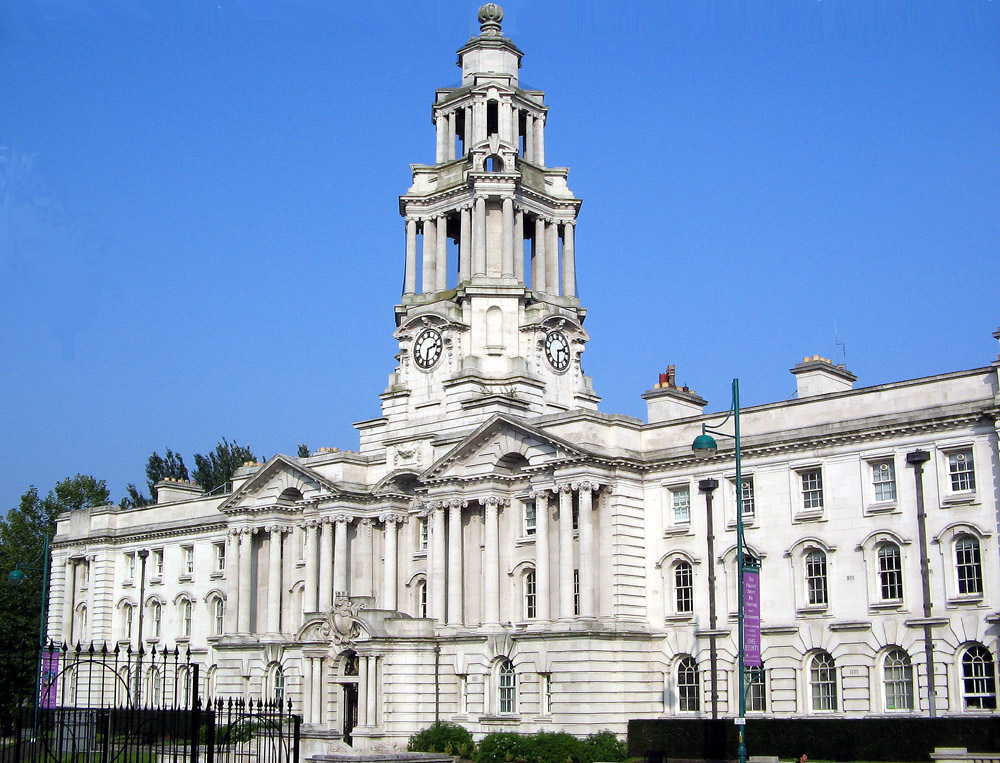
La alcaldía de Stockport

La mayor parte del poblado se encuentras dentro de los límites del condado de Cheshire; sin embargo, Reddish y los cuatro suburbios Heaton se encuentran dentro de los límites de Lancashire.

### Historia cívica
El Acta de Corporaciones Municipales de 1835 convirtió a Stockport en un Distrito Municipal dividido en siete distritos. En 1888, su estatus se elevó a Distrito Local, convirtiéndose en el Condado Municipal Stockport. En 1974, bajo la Ley de Gobierno Local de 1972 Stockport se fusionó con los distritos locales para formar el Distrito Metropolitano de Stockport en el condado metropolitano de Gran Mánchester.

### Representación parlamentaria
Hay cuatro circunscripciones electorales en el Distrito Metropolitano de Stockport: Stockport, Cheadle, Hazel Grove, y Denton & Reddish.
Desde 1992 Stockport ha estado representado por Ann Coffey del Partido Laborista. Patsy Calton del Partido Liberal Demócrata fue elegida en 2001 después de ganarle por un pequeño margen a Stephen Day del Partido Conservador. En las elecciones de 2005 ganó nuevamente, sin embargo murió 4 semanas después de las elecciones. Se realizaron elecciones posteriores en el mismo año, en las que Mark Hunter del Partido Liberal Demócrata salió victorioso contra su opositor Stephen Day. Andrew Stunell del Partido Liberal Demócrata ha representado a Hazel Grove desde 1997. El actual representante de Denton & Reddish es Andrew Gwynne del Partido Liberal Demócrata.

## Demografía

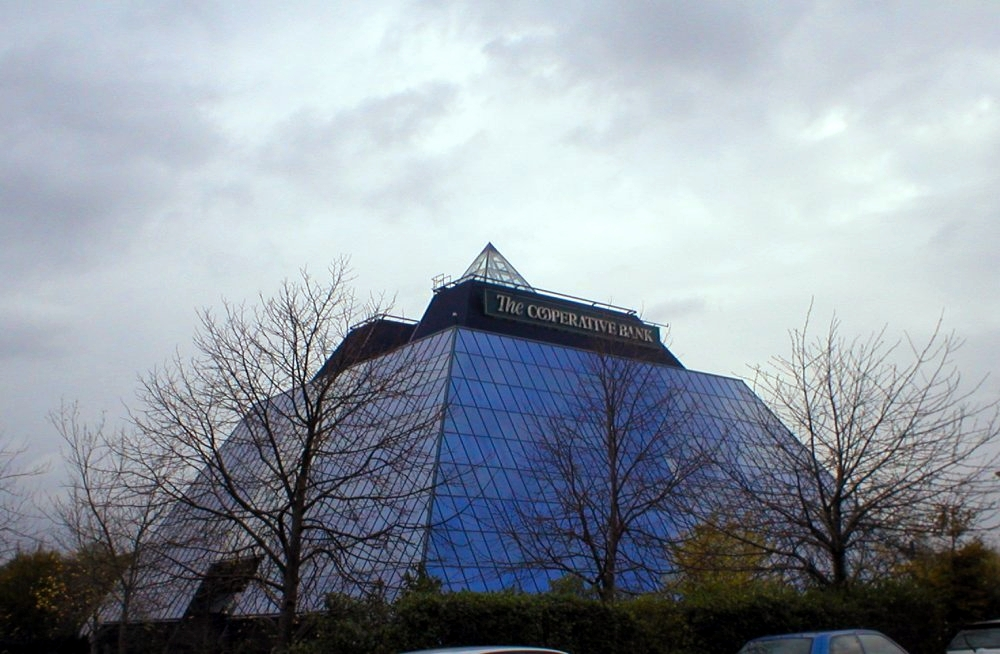
Pirámide de Stockport

Según el censo de 2001, el pueblo tenía 136,082 habitantes, su zona metropolitana alcanzó en ese año un total de 284,528; de los cuales 137268 eran hombres y 147260 eran mujeres. Los suburbios de Woodford, Bramhall y Hazel Grove se encuentran entre las áreas más ricas; sin embargo los suburbios de Adswood y Brinnington son los más pobres. En el noroeste del distrito se encuentran los cuatro Heatons: Heaton Moor, Heaton Mersey, Heaton Chapel y Heaton Norris, los cuales se encuentran entre las áreas prósperas de Stockport.

## Economía
El principal distrito comercial de Stockport está localizado en el centro del pueblo. Cuenta con varios centros comerciales, entre los que destaca el Merseyway. Además el centro de entretenimiento, The Grand Central Leisure Park, cuenta con una sala de proyección, varios restaurantes de comida rápida, una sala de boliche, un gimnasio, bares, albercas, entre otros servicios. La economía de Stockport se ha beneficiado gracias a su cercanía (aproximadamente 10 km) con el centro de la ciudad de Mánchester.

## Sitios de interés
- La mansión Bramall Hall.

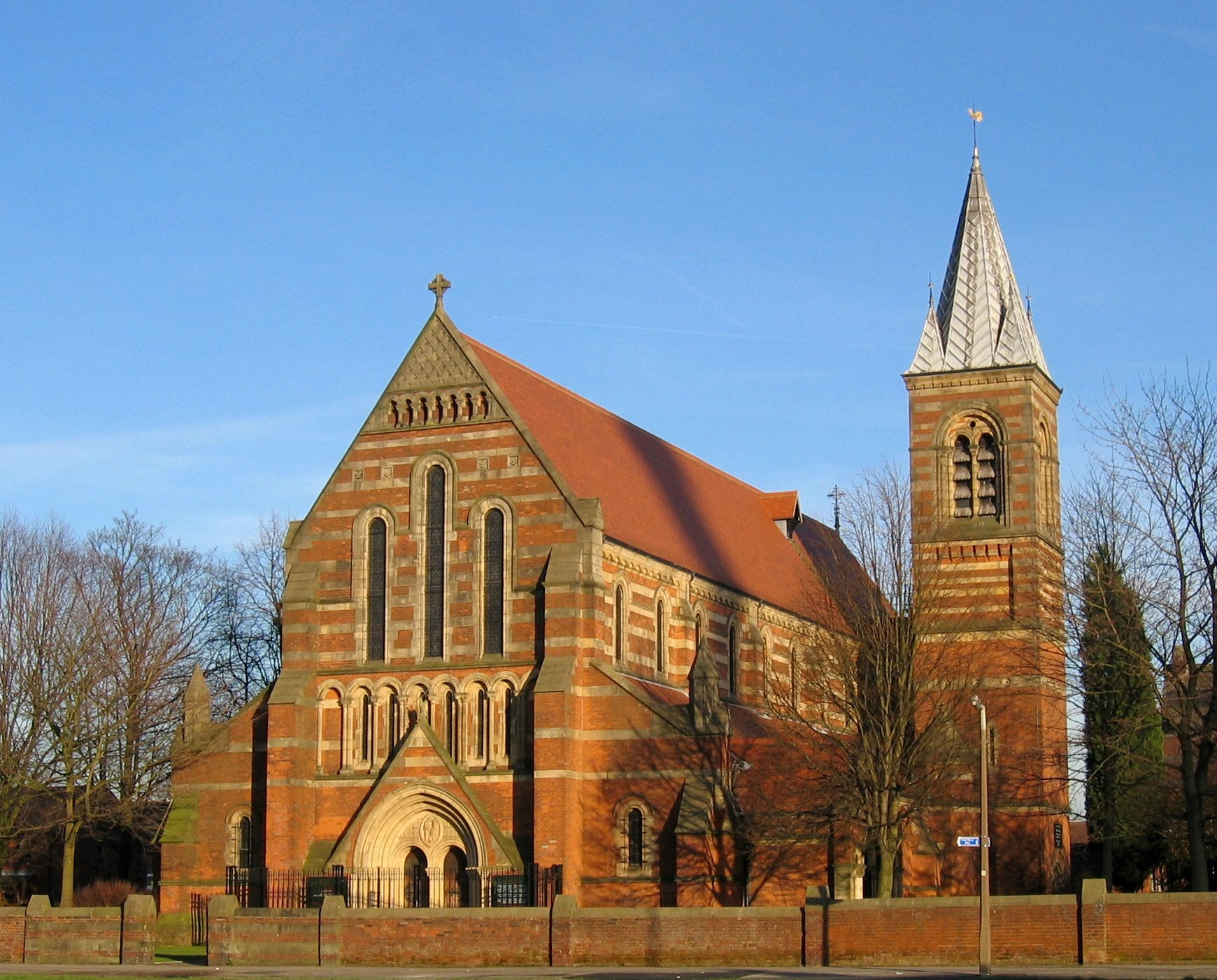
Iglesia de Saint Elizabeth.

- La casa Staircase, el edificio se ha modificado varias veces, pero probablemente es el edificio secular más antiguo de Stockport.[10]
- El museo de historia de Stockport, en el cual se detallan más de 10,000 años de historia de Stockport. Se encuentra dentro de la casa Staircase y la admisión es gratis.
- La Alcaldía de Stockport.
- El Colegio de Stockport.[11]
- El museo Stockport Air Raid Shelters.[12]
- El parque Vernon, es el principal parque, se localiza a corta distancia al este de Bredbury. Fue abierto el 20 de septiembre de 1858 en el aniversario de la Batalla de Alma.
- La iglesia de Santa Isabel en Reddish.

## Deportes

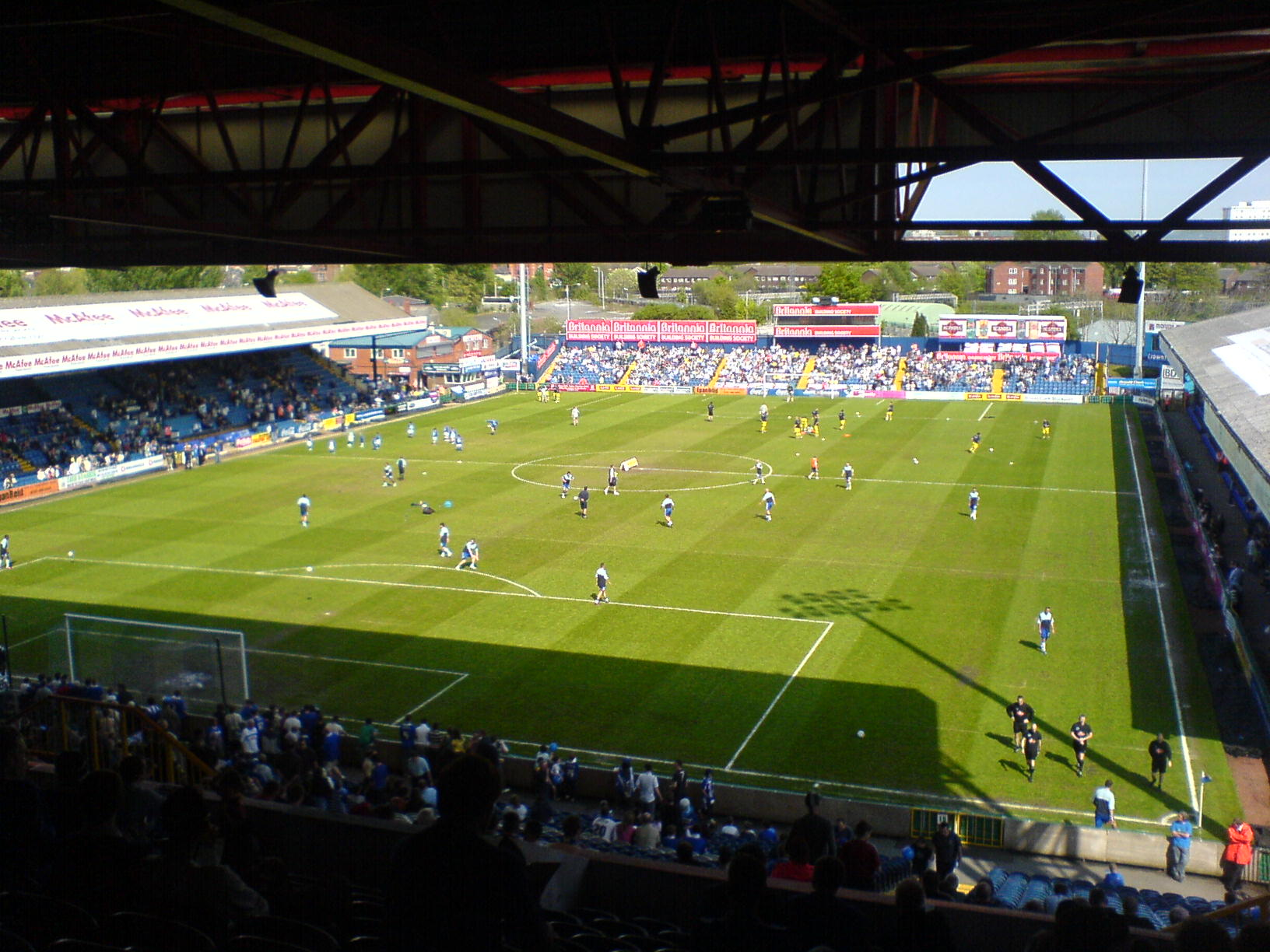
Estadio Edgeley Park.

En Stockport hay dos equipos profesionales que juegan en el Estadio Edgeley Park. El Stockport County Football Club es un club de fútbol que juega en la Tercera división de la liga inglesa de fútbol. El Sale Sharks, un equipo de rugby, ganó en el 2006 el título de la Liga inglesa de rugby 15. Además, en la localidad hay un club de natación, el Stockport Metro, uno de los clubes de natación más importantes de Inglaterra: ha competido en los tres últimos Juegos Olímpicos, contribuyendo con más del 50% de las medallas que ha ganado la selección de natación de Inglaterra.

## Ciudades hermanas
- Heilbronn desde 1982.
- Béziers desde 1972.
- Torremolinos desde 1991.

## Personajes ilustres

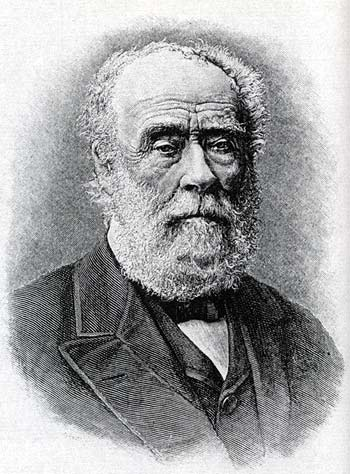
Joseph Whitworth.

| - Presentadores de televisión - Joan Bakewell - Judith Chalmers - Katie Derham - David Dickinson - Judy Finnigan - Yvette Fielding - Cash Peters - Tess Daly - Actores - Claire Foy - Helen Atkinson-Wood - Peter Butterworth - Roger Brierley - Simon Gregson - Wendy Hiller - Sally Lindsay - Will Mellor - Tim McInnerny - Dominic Monaghan - Gabrielle Ray - Sabrina | - Samantha Siddall - Joanne Whalley - Músicos - Paul Morley - Arthur Kadmon - Sarah Harding - Dom Howard - Daz Sampson (DJ Daz) - Jon Thorne - Ian Roberts - Mr. Scruff - Tome Lowe - Geoff Downes - Barb Jungr - Blossoms - Ingenieros, matemáticos y científicos - C. H. Douglas - William Edge - Samuel Oldknow - William Walmsley - Sir Joseph Whitworth - Frederick Williams | - Deportistas - Phil Foden - John Amaechi - Matthew Hatton - James Hickman - Fred Perry - Peter Boardman - Damien Allen - Tony Butler - Dean Crowe - Mike Doyle - Daniel Ellis - William Garbutt - Alan Gowling - Kobbie Mainoo - Escritores - Samuel Beal - Edmund Cooper - Tibor Fischer - Christopher Isherwood - Peter Riley - Julian Turner - Politico/Militar - John Illingworth |